# 薛丞忠
薛丞忠（1979年5月—），男性，甘肃靖远人，中华人民共和国政治人物，现任中国共产党景泰县委员会书记。

## 生平
1979年5月，薛丞忠出生在甘肃省靖远县。1994年，薛丞忠进入天水农业学校学习农学，待业一年后，1999年分配至靖远县东升乡（今东升镇）人民政府出任一名普通干部，2002年1月升任副乡长。2006年9月转任兴隆乡党委副书记，同年12月兼任乡长。2010年12月转任五合乡（今五合镇）党委副书记、乡长。翌年6月转任刘川乡（今刘川镇）党委书记兼刘川工业集中区管委会副主任。2011年8月卸任刘川工业集中区管委会副主任。
2011年10月，薛丞忠升任白银市平川区副区长。2014年12月出任景泰县委常委、政法委书记。2018年6月出任中国共产主义青年团白银市委员会党组书记兼中国共产主义青年团白银市委员会书记。2020年3月出任白银市白银区委副书记。2021年7月28日，景泰县召开领导干部大会，薛丞忠任景泰县委书记，陈启智任景泰县委副书记，提名景泰县县长候选人。